# Dhanusa (dystrykt)

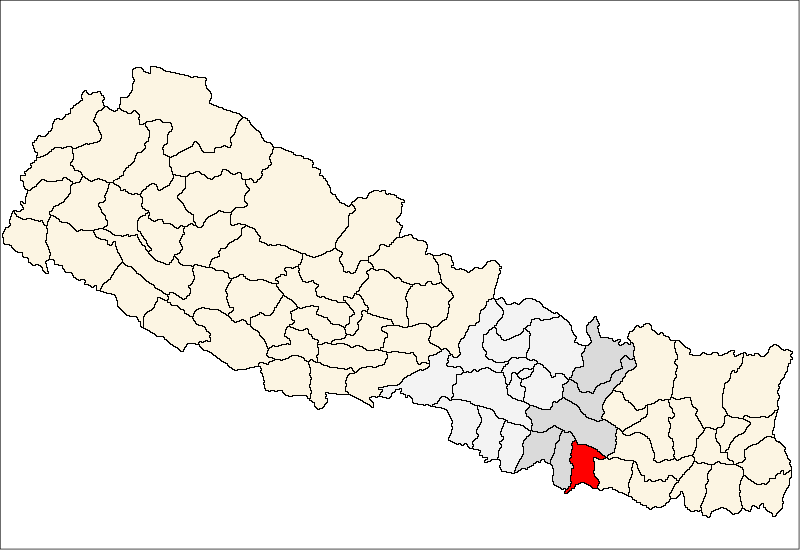
Dystrykt Dhanusa

Dystrykt Dhanusa (nep. धनुषा) – jeden z siedemdziesięciu pięciu dystryktów Nepalu. Leży w strefie Dźanakpur. Dystrykt ten zajmuje powierzchnię 1180 km², w 2011 r. zamieszkiwało go 754 777 ludzi. Stolicą jest Janakpur.